# George Abbott

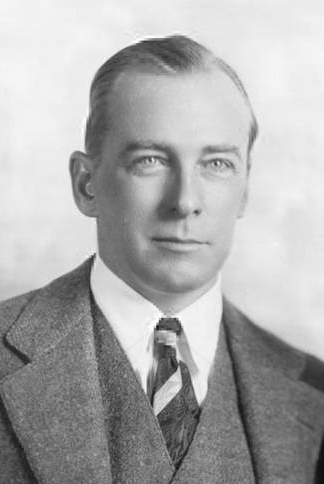
George Abbott

George Francis Abbott (* 25. Juni 1887 in Forestville, New York; † 31. Januar 1995 in Miami Beach, Florida) war ein US-amerikanischer Theaterproduzent, Filmproduzent, Filmregisseur und Drehbuchautor. Er galt als „Broadway-Gigant“ und zeichnete als Regisseur und Produzent in seiner insgesamt über 70 Jahre währenden Karriere für zahlreiche erfolgreiche Produktionen verantwortlich.

## Leben
George Abbott studierte ab 1907 zunächst Journalismus an der University of Rochester, wandte sich aber bereits dort der Dramatik zu. 1911 begann er ein Theaterstudium an der Harvard University, wo er an George Pierce Bakers Dramakurs „47 Workshop“ teilnahm.
1913 debütierte Abbott am Broadway und blieb dort bis Mitte der 1920er Jahre als Schauspieler tätig. Zudem fand er 1915 bei dem Theaterproduzenten John Golden eine Anstellung als „assistant casting director“ und „associate playwright“. 1923 wurde er für seine Rolle in der Komödie Zander the Great unter die zehn besten Schauspieler gewählt. 1924 spielte er eine Hauptrolle in dem Pulitzer-Preis-prämierten Schauspiel Hell-bent Fer Heaven von Hatcher Hughes.
Seinen ersten großen Erfolg als Autor und Regisseur hatte Abbott 1926 mit dem Schauspiel Broadway, das er zusammen mit Philip Dunning schrieb. Hauptsächlich in der Zeit zwischen 1928 und 1932 arbeitete er auch als Regisseur und Drehbuchautor in Hollywood. Hier arbeitete er unter anderem am Drehbuch des Filmklassikers Im Westen nichts Neues (1930) mit. Sein erstes erfolgreiches, selbst produziertes Theaterstück war die Komödie Twentieth Century im Jahr 1932.
George Abbott war in seiner mehr als siebzigjährigen Broadway-Laufbahn anfänglich als Schauspieler, später als Autor (Dramatiker), Regisseur und Produzent tätig. Darüber hinaus machte er sich einen Namen als „show doctor“, wobei er, als Ko-Regisseur, -Produzent oder -Autor, an der Überarbeitung bzw. Umgestaltung von Shows, die während der Tryouts oder Previews nicht befriedigten, mitwirkte. Bekannte Theaterregisseure wie Jerome Robbins, Bob Fosse und Harold Prince erlernten bei Abbott das Regiehandwerk. 
Abbott war dreimal verheiratet, aus der ersten Ehe (1914) mit Frau Ednah Levis ging Tochter Judith hervor, die Schauspielerin wurde und 1946 den Schauspieler Tom Ewell heiratete. Ednah starb 1930 und Abbott heiratete 1946 Mary Sinclair, von der er im April 1951 geschieden wurde. Am 21. November 1983, fünf Monate nach seinem 96. Geburtstag, heiratete er Joy Valderrama.
Am Off-Broadway war der rüstige Abbott noch mit 102 Jahren als Co-Regisseur einer Produktion beschäftigt. Abbott starb an einem Schlaganfall in Miami Beach, vier Monate und 25 Tage vor seinem 108. Geburtstag.

## Werke
Broadway-Produktionen (Auswahl)
- 1927: Coquette
- 1929: Broadway
- 1935: Three Men on a Horse
- 1935: Boy Meets Girl
- 1936: Brother Rat
- 1937: Room Service
- 1938: What a Life
- 1943: Kiss and Tell
- 1957: The Pajama Game
- 1962: Never Too Late

Musical-Produktionen (Auswahl)
- 1935: Jumbo
- 1936: On Your Toes
- 1938: The Boys from Syracuse
- 1939: Too Many Girls
- 1940: Pal Joey zusammen mit Rodgers und Hart
- 1941: Best Foot Forward zusammen mit Hugh Martin und Ralph Blane
- 1942: Broadway
- 1944: On the Town zusammen mit Leonard Bernstein
- 1947: High Button Shoes zusammen mit Jule Styne und Sammy Cahn
- 1947: Beat the Band
- 1948: Where’s Charley? zusammen mit Frank Loesser
- 1953: Wonderful Town
- 1957: New Girl in Town zusammen mit Bob Merrill

## Filmografie (Auswahl)
Drehbuchautor
- 1926: Love ’Em and Leave ’Em
- 1927: Hills of Peril
- 1928: Four Walls
- 1929: Broadway
- 1929: The Saturday Night Kid
- 1929: Why Bring That Up?
- 1930: Im Westen nichts Neues (All Quiet on the Western Front)
- 1930: The Fall Guy
- 1930: El Dios del mar
- 1931: Die Flucht vor dem Kerker (Stolen Heaven) (auch Regie)
- 1931: Sombras del circo
- 1931: Secrets of a Secretary
- 1932: Der Sprung ins Nichts
- 1933: Lilly Turner
- 1934: Heat Lightning
- 1934: Straight Is the Way
- 1936: Drei Mann auf einem Pferd
- 1938: Broadway
- 1940: Too Many Girls
- 1941: Highway West
- 1957: Drei Mann auf einem Pferd
- 1958: Damn Yankees (auch Regisseur)
- 1978: Drei Mann auf einem Pferd
- 1986: The Boys from Syracuse

## Auszeichnungen
- 1955: Tony Award in der Kategorie Bestes Musical … für The Pajama Game, (Musik von Richard Adler und Jerry Ross)
- 1956: Tony Award in der Kategorie Bestes Musical … für Damn Yankees, (Musik von Richard Adler und Jerry Ross)
- 1960: Tony Award in der Kategorie Bestes Musical … für Fiorello!, (Musik: Jerry Bock)
- 1960: Tony Award in der Kategorie Beste Musicalregie … für Fiorello!
- 1960: Tony Award in der Kategorie Pulitzer Prize for Drama … für Fiorello!
- 1963: Tony Award in der Kategorie Beste Musicalregie … für A Funny Thing Happened on the Way to the Forum, (Musik: Stephen Sondheim)
- 1972: Aufnahme in die American Theater Hall of Fame
- 1990: National Medal of Arts